# خانه حسام الدیوان
خانه حسام الدیوان مربوط به دوره قاجار است و در شهر سه قلعه، خیابان امام خمینی، کوچه وحدت واقع شده و این اثر در تاریخ ۳ خرداد ۱۳۸۶ با شمارهٔ ثبت ۱۹۱۶۴ به‌عنوان یکی از آثار ملی ایران به ثبت رسیده است.